# Josef Polessnig
Josef Polessnig (Nachname auch Poleßnig; * 9. Jänner 1930 in Griffen; † 5. April 2022 in Viktring) war ein österreichischer Unternehmer und Politiker (SPÖ). Er war Kommunalpolitiker in Viktring bzw. Klagenfurt, Abgeordneter zum Kärntner Landtag und Vizepräsident der Wirtschaftskammer Kärnten.

## Wirken
Josef Polessnig absolvierte eine Lehre als Drogist bei dem pharmazeutischen Betrieb Paul Hauser in Klagenfurt. 1953 machte er sich selbstständig und eröffnete im Lauf der Jahre sechs Drogerien. Er begann, sich kommunalpolitisch in der damals noch eigenständigen Gemeinde Viktring zu engagieren, wurde 1964 deren Vizebürgermeister und war von 1970 bis 1972 der letzte Bürgermeister vor der Eingemeindung Viktrings in die Landeshauptstadt Klagenfurt. Trotz seiner kurzen Amtszeit konnte er nachhaltig zur Entwicklung Viktrings beitragen: die öffentliche Trinkwasser- und Kanalversorgung wurden vorangetrieben und einige Bauvorhaben (Friedhof, Kulturhaus, Feuerwehr, Hauptschule, Kindergarten) abgeschlossen. Wirtschaftlich war besonders die Ansiedlung von Adidas von Bedeutung, der Produktionsstandort in Viktring bestand bis 1990. Während Polessnigs Amtszeit wurde das Stift Viktring von der Republik Österreich ersteigert, das mit dem Musikforum Viktring und dem Bundesrealgymnasium Klagenfurt-Viktring einen bedeutenden kulturellen und pädagogischen Raum bildet. Nach der Eingemeindung wurde Polessnig 1973 Gemeinderat in Klagenfurt und Obmann des Finanzausschusses der Stadt. Infolge der Landtagswahl 1975 wurde er Abgeordneter zum Kärntner Landtag, dem er drei Gesetzgebungsperioden lang (d. h. bis 1989) angehörte. Neben seinem Landtagsmandat war er Obmann des Sozial- und Krankenanstaltenausschusses sowie Wirtschaftssprecher der SPÖ Kärnten.
Seit 1965 war Polessnig Funktionär des Sozialdemokratischen Wirtschaftsverbandes in der Wirtschaftskammer Kärnten und von 1995 bis 2000 deren Vizepräsident. Der Fokus seines Engagements lag auf der Unterstützung von Klein- und Mittelunternehmen. 2005 schied Polessnig aus allen Funktionen aus, blieb jedoch gern gesehener Gastredner und Ehrenpräsident zahlreicher Veranstaltungen. Für sein politisches und wirtschaftliches Engagement erhielt er zahlreiche Ehrungen, darunter das Goldene Ehrenzeichen für Verdienste um die Republik Österreich, das Große Goldene Ehrenzeichen des Landes Kärnten, die Goldene Medaille der Landeshauptstadt Klagenfurt, die Große Goldene und Silberne Ehrenmedaille und Goldene Ehrennadel der Wirtschaftskammer Kärnten, das Ehrenzeichen des Landesfeuerwehrverbandes Kärnten, die Viktor-Adler-Plakette, den Goldenen Ehrenring des Wirtschaftsverbandes Österreich und den Ehrenring des Sozialdemokratischen Wirtschaftsverbandes Kärnten. Josef Polessnig verstarb 2022 im 93. Lebensjahr.